# 矢野和彦
矢野 和彦（やの かずひこ、1965年（昭和40年）12月29日 - ）は、日本の文部科学官僚。文部科学審議官を務める。

## 経歴
徳島県出身。徳島県立城北高等学校を経て、1989年3月に青山学院大学法学部卒業。国家公務員採用Ⅰ種試験（法律）に合格し、1989年4月に文部省入省。
2021年文部科学省大臣官房長。2022年には故安倍晋三国葬儀葬儀実行幹事会幹事も務めた。
2022年8月26日、全日本私立幼稚園連合会から国家公務員倫理規程に抵触する接待を受けたとして減給10分の1（3カ月）の懲戒処分を受けた。
2023年8月8日、文部科学省初等中等教育局長。
2024年7月11日、文部科学審議官。

## 年譜
基本的な出典
- 1989年
  - 03月：青山学院大学法学部卒業（教育助政局施設助成課[10]）
  - 04月：文部省入省
- 1996年04月：日本芸術文化振興会新国立劇場準備室専門員
- 1998年
  - 03月：文部省大臣官房調査統計企画課課長補佐
  - 09月：文部省大臣官房政策課課長補佐
- 1999年04月：兵庫県教育委員会事務局社会教育・文化財課室長（文化財行政担当）
- 2002年04月：文部科学省初等中等教育局児童生徒課課長補佐
- 2003年04月：文部科学省初等中等教育局財務課教育財政室長
- 2004年01月：外務省在イタリア日本国大使館一等書記官
- 2006年01月：外務省在イタリア日本国大使館参事官
- 2007年
  - 02月：文部科学省大臣官房会計課副長
  - 04月：文部科学省大臣官房企画官（併）文部科学省大臣官房会計課副長
  - 09月：文部科学省大臣官房付（命）文部科学大臣秘雷官事務取扱（渡海紀三朗大臣）
- 2008年
  - 08月：文部科学省初等中等教育局企画官
  - 08月：文部科学省大臣官房付
  - 08月：（併）内閣官房内閣総務官室（命）内閣官房教育再生懇談会担当室企画官
  - 12月：（併）内閣官房内閣参事官（内閣総務官室）
- 2010年11月：文部科学省初等中等教育局主任視学官
- 2011年01月11日：文化庁文化財部記念物課長[11]
- 2013年02月01日：文部科学省高等教育局私学部私学助成課長[12]
- 2015年08月04日：文部科学省初等中等教育局財務課長[13]
- 2017年04月01日：文部科学省初等中等教育局初等中等教育企画課長[14]
- 2018年01月16日：文部科学省大臣官房会計課長[15]
- 2019年01月22日：文部科学省大臣官房審議官（初等中等教育局担当）[16]（併）内閣府子ども・子育て本部審議官
- 2020年
  - 10月01日：文化庁次長[17]
  - 10月：（併）内閣官房内閣審議官（内閣官房副長官補付)（命）内閣官房アイヌ総合政策室長代理
- 2021年09月21日：文部科学省大臣官房長[3]
- 2022年09月02日：（独）日本学生支援機構理事長代理（政策企画、財務及びグローバル人材育成に関する業務担当）兼グローバル人材育成本部長[18]
- 2023年08月08日：文部科学省初等中等教育局長[7]
- 2024年07月11日：文部科学審議官[8]